# 国土防災技術
国土防災技術株式会社（こくどぼうさいぎじゅつ）は、東京都港区虎ノ門に本社を置く、主に山地災害に関する建設コンサルタント、および地すべり防止等の防災工事関連建設業を主軸に、調査・計画・設計から工事・施工管理に至るまで一連のトータル業務を実施している。

## 沿革
- 1966年（昭和41年） - 本社；東京都港区新橋5-30-7　加賀ビルにて創業（資本金：1,000万），大阪支店，新潟営業所（現在新潟支店），北陸営業所（現在金沢営業所）開設
- 1969年（昭和44年） - 千葉（現在千葉支店），高知（現在高知支店），札幌営業所（現在国土防災技術北海道(株)）開設
- 1971年（昭和46年） - 秋田（現在秋田支店），長野（現在長野支店），松江，松山（現在松山支店）営業所開設
- 1973年（昭和48年） - 東京支店，佐世保営業所（現在長崎支店）開設
- 1974年（昭和49年） - 熊本営業所（現在熊本支店）開設
- 1976年（昭和51年） - 資本金2,000万に増資，福井営業所（現在福井支店）開設
- 1977年（昭和52年） - 資本金2,500万に増資
- 1978年（昭和53年） - 盛岡（現在盛岡支店），山形（現在山形支店），前橋（現在前橋支店），広島（現在中国支店），佐賀営業所（現在佐賀支店）開設
- 1979年（昭和54年） - 試験研究所（埼玉県新座市）を開設（現在本社内に併設）
- 1980年（昭和55年） - 但馬事業所，名古屋支店，宮崎営業所開設
- 1981年（昭和56年） - 神戸（現在神戸支店），福島営業所（現在福島支店）開設
- 1983年（昭和58年） - 静岡（現在静岡支店），大分（現在大分支店），仙台営業所（現在仙台支店）開設，サンスイエンジニアリング（株）（グループ会社）の創設
- 1984年（昭和59年） - 高田事業所の開設
- 1985年（昭和60年） - 資本金8,000万に増資
- 1986年（昭和61年） - 宇都宮（現在宇都宮支店）営業所開設，本社青葉ビル（港区虎ノ門3-15-18）落成
- 1987年（昭和62年） - 社事業所開設
- 1988年（昭和63年） - 和歌山営業所開設，成沢，石原事業所（現在廃止）開設
- 1989年（平成元年） - 山梨営業所（現在山梨支店）開設
- 1991年（平成3年） - 洲本事業所，双海事業所（現在廃止），富山営業所（現在富山支店）開設
- 1993年（平成5年） - 美馬事業所開設
- 1994年（平成6年） - 資本金14,500万に増資
- 1995年（平成7年） - 三重営業所開設
- 1996年（平成8年） - 海外事業本部創設（現在廃止）
- 1997年（平成9年） - 資本金17,750万に増資
- 1998年（平成10年） - 資本金34,200万に増資，滋賀営業所開設，浦和青葉ビル（浦和市北浦和）新築
- 1999年（平成11年） - 水戸営業所開設，ISO9001認証
- 2000年（平成12年） - 福島青葉ビル（福島市南矢野目）新築
- 2001年（平成13年） - 奈良，岡山営業所開設，（株）ジェッセ（グループ会社）の創設
- 2002年（平成14年） - 秋田青葉ビル（秋田市八橋新川向）新築
- 2003年（平成15年） - 高松営業所開設
- 2005年（平成17年） - 国土防災技術北海道（株）を分社化，東北，関東，関西，西日本，九州の5支社制の組織改訂，神奈川営業所，浜松事業所の開設
- 2006年（平成18年） - 庄内営業所，北秋田営業所の開設，創立40周年

### 関連会社
- 株式会社ジェッセ
- サンスイエンジニアリング株式会社
- 株式会社ナビコグリーン